# Konary (powiat buski)
Konary – wieś w Polsce położona w województwie świętokrzyskim, w powiecie buskim, w gminie Stopnica.
W latach 1975–1998 miejscowość należała administracyjnie do województwa kieleckiego.

## Historia
W wieku XIX Konary wieś w powiecie stopnickim, gminie Pęczelice, parafii Szczaworyż. 
W 1827 r. było tu 13 domów i 117 mieszkańców.

## Części wsi
| SIMC    | Nazwa           | Rodzaj    |
| ------- | --------------- | --------- |
| 0272549 | Konarska Dębina | część wsi |
| 0272550 | Plebanki        | część wsi |